# Virginia Avenue Tunnel
Der Virginia Avenue Tunnel ist ein Eisenbahntunnel der Bahngesellschaft CSX Transportation in Washington, D.C.
Der eingleisige Tunnel wurde 1872 von der Baltimore and Potomac Railroad, die 1902 in der Pennsylvania Railroad aufging, gebaut.
Da der Virginia Avenue Tunnel zu niedrig ist, um Verkehr mit Doppelstock-Containertragwagen durchzuführen, errichtet CSX Transportation von 2015 bis 2018 einen Ersatzneubau mit zwei getrennten Röhren. Bisher war der Tunnel einer der größten Flaschenhälse auf der National Gateway-Güterverkehrsachse zwischen den Atlantikhäfen und Pittsburgh/Chicago.